# Wilstedter Apfel
Wilstedter Apfel es el nombre de una variedad cultivar de manzano (Malus domestica). 
Una variedad de manzana cultivada, que pertenece al grupo de manzanas alemanas antiguas de la herencia, que se originó en el pueblo de "Wilstedt" en Schleswig-Holstein. Esta variedad fue la elegida como la variedad de huerto del año 2005 en el Norte de Alemania.

## Historia
'Wilstedter Apfel' es una variedad de manzana alemana antigua de la herencia, que se dice que fue criado en 1928] por el agricultor de manzanas Johann Neels, en el pueblo de "Wilstedt" en Schleswig-Holstein. Esta variedad fue la elegida como la variedad de huerto del año 2005 por el «Pomologen-Verein» (Círculo de Pomólogos) en el Norte de Alemania.
'Wilstedter Apfel' está cultivada en diversos bancos de germoplasma de cultivos vivos tales como en National Fruit Collection (Colección Nacional de Fruta) de Reino Unido con el número de accesión: 1951-209 y el nombre de accesión: Wilstedter. Recibido por el "National Fruit Trials" (Probatorio Nacional de Frutas) en 1951 procedentes de Alemania.

## Características
'Wilstedter Apfel' es una variedad que se considera poco exigente y resistente a las heladas. El rendimiento es alto y regular, los árboles viejos dan mucha fruta. Tiene un tiempo de floración que comienza a partir del 9 de mayo con el 10% de floración, para el 17 de mayo tiene una floración completa (80%), y para el 24 de mayo tiene un 90% caída de pétalos.
'Wilstedter Apfel' tiene una talla de fruto de mediano a grande, con altura promedio de 67.50mm y con anchura promedio de 71.00mm; forma del fruto redondas cónicas a cónicas; con nervaduras medias, y con corona débil; epidermis cuya piel es fuerte, con un color de fondo amarillo verdoso, que muestra sobre color (20-45%) de lavado de rojo con un patrón de rayas deshechas en la cara expuesta al sol, que está profusamente marcado con puntos blancos, particularmente alrededor de la cuenca y escasas lenticelas parduscas en la cara sombreada, ruginoso-"russeting" (pardeamiento áspero superficial que presentan algunas variedades) débil; cáliz con ojo de tamaño medianamente grande, y semiabierto, colocado en una cuenca estrecha y profunda, y con algo de maraña de ruginoso-"russeting" en su pared; pedúnculo corto y de un calibre medio, colocado en una cavidad estrecha y profunda con forma de embudo, que presenta ruginoso-"russeting" que sale en forma de radios al hombro; pulpa es de color verdoso, de textura blanda, con sabor jugoso, dulce, picante y refrescante.
Las manzanas se consideran una variedad de invierno. Su tiempo de recogida de cosecha se inicia finales de octubre. Se mantiene bien tres meses en frigorífico. El sabor mejora en el almacenamiento.

## Usos
Para consumirlo en fresco, como compota de manzana y para repostería.

## Ploidismo
Diploide, auto estéril. Grupo de polinización: E, Día 17.